# Muerte de un ciclista
Muerte de un ciclista is een Spaanse dramafilm uit 1955 onder regie van Juan Antonio Bardem.

## Verhaal
Een auto rijdt een fietser omver. De schuldigen slaan op de vlucht. Als ze vervolgens ontdekken dat het slachtoffer is overleden, gaat hun geweten te knagen.

## Rolverdeling
| Acteur             | Personage            |
| ------------------ | -------------------- |
| Lucia Bosè         | María José de Castro |
| Alberto Closas     | Juan Fernandez Soler |
| Otello Toso        | Miguel Castro        |
| Bruna Corra        | Matilde Luque        |
| Carlos Casaravilla | Rafael Sandoval      |
| Manuel Alexandre   | Fietser              |